# Pseudodysstroma nepalensis
Pseudodysstroma nepalensis är en fjärilsart som beskrevs av Heydemann 1961. Pseudodysstroma nepalensis ingår i släktet Pseudodysstroma och familjen mätare. Inga underarter finns listade i Catalogue of Life.